# Бадамі
Бада́мі (каннада ಬದಾಮಿ) — місто в окрузі Багалкот у штаті Карнатака, Індія, адміністративний центр однойменного техсілу. 

## Історія
У 540—757 роках місто було столицею ранніх Чалук'я, що правили більшою частиною сучасної Карнатаки й Андхра-Прадеш. 

## Пам’ятки
Місто відоме своїми культовими спорудами, передусім чотирма печерними храмами, вирубаними у скелі з пісковику. 